# Nanomysmena
Genre
Nanomysmena est un  genre fossile d'araignées aranéomorphes de la famille des Theridiidae.

## Distribution
Les espèces de ce genre ont été découvertes dans de l'ambre de la mer Baltique. Elles datent du Paléogène.

## Liste des espèces
Selon The World Spider Catalog 15.5 :
- †Nanomysmena aculeata Petrunkevitch, 1958
- †Nanomysmena munita Petrunkevitch, 1958
- †Nanomysmena palanga Marusik & Penney, 2004
- †Nanomysmena petrunkevitchi Marusik & Penney, 2004
- †Nanomysmena pseudogracilis Marusik & Penney, 2004

## Publication originale
- (en) Petrunkevitch, 1958 : Amber spiders in European collections. Transactions of the Connecticut Academy of Arts and Sciences, vol. 41, p. 97–400..